# Mizérable
Mizérable – debiutancki minialbum japońskiego artysty Gackta, wydany 12 maja 1999. Utwory Mizérable i ponowne nagrany Story (zatytułowany Saikai (Story)) zostały później wydane jako single. Album osiągnął 2 pozycję w rankingu Oricon i pozostał na listach przebojów przez 12 tygodni. Sprzedano 252 670 egzemplarzy.

## Lista utworów
Wszystkie utwory zostały skomponowane przez Gackt C.
| Nr | Tytuł                | Słowa                  | Czas |
| -- | -------------------- | ---------------------- | ---- |
| 1. | "Mizérable"          | Gackt.C                | 4:56 |
| 2. | "Story"              | Gackt.C, SHIMADA YOHEI | 5:38 |
| 3. | "Leeca"              | Gackt.C                | 5:38 |
| 4. | "Lapis 〜Prologue〜" | Gackt.C                | 4:02 |

## Album credits
| - Wokal, fortepian: Gackt Camui - Gitara: You Kurosaki, Hideki Ekawa, Masa Shinozaki, Ren Aoba, Nao - Gitara basowa: Ren Aoba, Chuck Wright - Perkusja: Matt Sorum, Gackt Camui - Fortepian: Gackt Camui - Skrzypce solo: Bruce Dukov - Wiolonczela solo: Dennis Karamazyan - Keyboard: Yohei Shimada, Gackt Camui - Głos: Val'erie Blier | - Producent: Gackt - Producent wykonawczy: Atsushi Takeshi, Masami Kudo (Nippon Crown) - Inżynier: Stan Katayama, Tetsuo Mori, Hiroto Kobayashi, John Aguto, Brian Kinkel - String Engineer: Nicholas Pike - Mixing: Stan Katayama - Programowanie: Takashi Furukawa, Yohei Shimada - Zarządzanie: A and Y Japan - Kierownictwo artystyczne: Yoichirou Fujii (Bakery37.1) - Projekt: Maki Yoshikawa, Keiko Shimamura (Bakery37.1) - fotograf: William Hames, Bruce Ecker |